# Холодильный агент

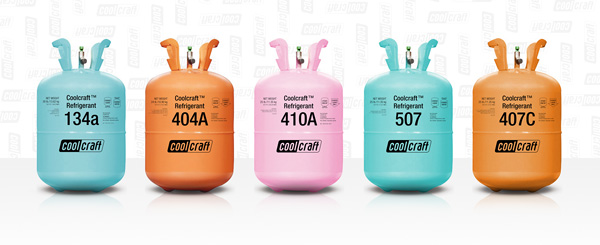
Баллоны с хладагентами: R-134A, R-404A, R-410A, R-507, R-407C.

Хладаге́нт  — рабочее вещество (может являться жидкостью, газом и даже быть в твердом агрегатном состоянии) холодильной машины, которое при кипении (испарении, плавлении или даже сублимации) отнимает теплоту от охлаждаемого объекта и затем после сжатия передаёт её охлаждающей среде за счёт конденсации или иному фазовому переходу (воде, воздуху и т. п.).
Хладагент является частным случаем теплоносителя. Важным отличием является использование теплоносителей в одном и том же агрегатном состоянии, в то время, как хладагенты обычно используют фазовый переход (кипение и конденсацию).
Основными холодильными агентами являются аммиак, фреоны (хладоны), элегаз и некоторые углеводороды. Следует различать хладагенты и криоагенты. У криоагентов нормальная температура кипения ниже, также к хладагентам предъявляются более высокие требования по взаимодействию с маслами компрессоров. В качестве холодильного агента при создании оксиликвита используется кислород.
Принципиальной разницей в использовании холодильных агентов в виде азота, гелия и т. д. является то, что жидкость расходуется и испаряется однократно (как правило, в атмосферу), то есть используется разомкнутый холодильный цикл. В холодильных машинах фреон или любая иная жидкость или газ работает по замкнутому циклу, сжимаясь при помощи компрессора, охлаждаясь в конденсаторе, расширяясь в дросселе или детандере, испаряясь в испарителе.

## Обозначение
Обозначение хладагентов в форме R-# было предложено фирмой DuPont. Числа и буквы, стоящие на месте идентификационного номера, определяют молекулярную структуру холодильного агента.
Предельные углеводороды и их галогенные производные обозначаются буквой R с тремя цифрами после неё, то есть в виде R-xyz, где:
- x (сотни) равно числу атомов углерода, уменьшенному на единицу;
- y (десятки) равно числу атомов водорода, увеличенному на единицу;
- z (единицы) равно числу атомов фтора.

Например:
- Хладагент R-134a имеет 2 атома углерода, 2 атома водорода, 4 атома фтора, а суффикс «a» показывает, что изомер — тетрафторэтан.
- Серии R-400, R-500 обозначают смеси хладагентов.
- Изобутан имеет обозначение — хладагент R-600a и имеет 0 атомов фтора, 10 атомов водорода, 4 атома углерода, а суффикс «a» показывает, что это изомер.

Различным неорганическим соединениям присвоена серия 700, а идентификационный номер хладагентов, принадлежащих к этой серии, определяется как сумма числа 700 и молекулярной массы хладагента.
Например, для аммиака, химическая формула которого NH3, имеем 1x14+3x1+700=717. Таким образом его обозначение — R-717.

## Виды хладагентов
Вот неполный перечень холодильных агентов, использовавшихся на протяжении XIX-XX веков:
- воздух;
- хлористый этил;
- хлористый метил;
- аммиак;
- сернистый ангидрид;
- углекислота;
- закись азота;
- этилен;
- пропан и др.

В 1928 году Томас Мидгли синтезировал дифтордихлорметан CF2Cl2, вещество, полученное из метана (СН4), в молекуле которого четыре атома водорода заменили двумя атомами хлора и двумя атомами фтора. Вещество было названо «фреон-12» (1931 г.).
В 1987 году в мире было произведено 1 млн 300 тыс. тонн разных синтетических хладагентов, полученных замещением атомов водорода атомами хлора, фтора и брома в молекулах предельных углеводородов — метана, этана, пропана и бутана. Эти бесцветные, без запаха, безвредные для человека и химически стабильные вещества позволили достигать температур до −130 ºС. Синтетические хладагенты стали применяться также в качестве пропеллентов, эффективных растворителей, как эффективное средство пожаротушения, для получения пенопластов, полимеров и эластомеров, для ингаляций, в качестве высокоэффективного газового диэлектрика, в качестве тепло- и хладоносителей, флегматизаторов горючих веществ, в лазерах, для синтеза лекарственных веществ, масел, пестицидов, плёнок, средств защиты растений, красителей и т. п.

## Свойства хладагентов
Молекулы синтетических хладагентов имеют высокую химическую стабильность. Они способны существовать в атмосфере Земли десятки и даже сотни лет. В семидесятых годах прошлого века метеозонды, запущенные в Антарктиде, зафиксировали в стратосфере Земли резкое снижение концентрации озона почти на 30 % («озоновые дыры»), там же обнаружили и молекулы синтетических хладагентов. Согласно одной из гипотез, под действием жесткого ультрафиолетового излучения атомы хлора и брома могут отделяться от молекул хладагентов и, поглощая атомарный кислород, разрушать озоновый слой Земли.
В марте 1985 года в Вене по инициативе ООН была принята Конвенция по охране озонового слоя, а в 1987 году в Монреале подписан «Протокол по веществам, разрушающим озоновый слой». В приложения к Монреальскому протоколу попали все хладагенты, в молекулах которых присутствовали атомы хлора и брома. Были определены потенциалы разрушения озонового слоя (ОРП) для хладагентов.
Для обозначения хладагентов установлены международные стандарты, которые классифицируют хладагенты и обеспечивают их унифицированное наименование. Используются следующие основные стандарты:
- ISO/CD 817:2007 — «Хладагенты — обозначение и классификация безопасности»,
- ANSI/ASHRAE 34-2007 — «Обозначение и классификация безопасности хладагентов»[2].

## Список хладагентов
- 1,1-Дифторэтан